# Lise Vaillancourt
Pour les articles homonymes, voir Vaillancourt.
Lise Vaillancourt, née à Montréal le 5 juillet 1954, est une dramaturge et une romancière québécoise.

## Biographie
Lise Vaillancourt étudie la philosophie au Cégep Édouard-Montpetit et le théâtre et le cinéma à l'Université du Québec à Montréal et à l'Université Laval. De 1975 à 1979, elle apprend l'art du mime au Théâtre national du Mime du Québec.
Elle codirige le Théâtre Expérimental des Femmes (TEF) de 1982 à 1987 et participe à la fondation de l'Espace Go,. En 1993, elle obtient une bourse du Centre national du Livre. Elle est également la directrice artistique du Théâtre de la Ville à Longueuil de 1991 à 1996, contribuant largement à la circulation de la création théâtrale au Québec et au Canada.
Depuis 2005, elle enseigne l'écriture dramatique à l’École nationale de théâtre, et est chargée de cours à l’École supérieure de théâtre de l'Université du Québec à Montréal et à la Faculté des lettres de l’Université de Sherbrooke. En même temps, elle écrit pour les médias Le Devoir, Jeu et Trois. Depuis 2007, elle collabore auprès du chorégraphe Pierre-Paul Savoie à titre de dramaturge chez PPS Danse.
Elle est présidente du Centre des auteurs dramatiques du Québec à plusieurs reprises, présidente du comité théâtre au Conseil des arts de Montréal, membre de l'Union des écrivaines et des écrivains québécois et du conseil d'administration du Conseil des arts de Montréal de 2012 à 2015,. Dans les années 2000, elle siège comme experte à la Commission Internationale du théâtre francophone.

### Écriture
Considérée comme l'une des voix originales de sa génération, elle est l'auteure d'une dizaine de pièces de théâtre, dont Marie-Antoine, opus 1 (1988), Billy Strauss (1991). Les Exilés de la lumière écrit en 1991 rencontre du succès lors de sa mise en lecture en 1993, au Festival des francophonies en Limousin. Le montage s'avère difficile, en raison du budget nécessaire à cette pièce shakespearienne qui fait intervenir quatre lieux et 14 acteurs, si bien qu'elle finit par la produire elle-même avec le metteur en scène Geoffrey Gaquère en 2008.
Ses deux premières pièces pour enfants, La Balade de Fannie et Carcassonne (1995) puis Le Petit Dragon (1996), connaissent un grand succès et font l'objet d'une tournée en France, en Suisse et dans l'Ouest du Canada. Toujours à l'intention des enfants, elle adapte Les Chaises d'Eugène Ionesco en décembre 2013.
Lise Vaillancourt publie également des romans : Le Journal d'une obsédée (1989), L'Été des eiders (1996) qui l'a promue finaliste pour le prix du Gouverneur général, et Nous étions nés pour ne jamais mourir (2015).

## Publications

### Pièces pour enfants
- Le Petit Dragon, La balade de Fanny et Carcassonne, Lansman, 1996 (ISBN 978-2872822591)

### Romans
- Journal d'une obsédée, Herbes rouges, 1989 (ISBN 978-2-920051-56-0)
- L'Été des eiders, 1996
- Nous étions nés pour ne jamais mourir, 2015
- La mère incertaine, 2023

### Théâtre
- Ballade pour trois baleines, 1982
- Martha Jenkins, 1982
- Si toi aussi tu m'abandonnes…, 1986
- Amours imprévues dans la jungle équatoriale, 1986
- Marie-Antoine, opus 1, Les Herbes rouges, 1988 (ISBN 978-2-920051-44-7)
- Billy Strauss, Herbes rouges, 1991 (ISBN 9782894190128)
- « Éloge de la luxure », dans collectif, Les Huit Péchés capitaux, Dramaturge éditeurs, 1997 (courte pièce)
- L'Affaire Dumouchon, Duchesne Éditeur, 2004
- Les Exilés de la lumière, Dramaturges Éditeurs, 2008 (ISBN 9782896370047)
- Tout est encore possible, Dramaturges éditeurs, 2010
- La Corneille, Léméac, 2012 (ISBN 978-2760904231)